# Giovanni Romano
Giovanni Romano (ur. 21 sierpnia 1931 w Basiliano; zm. 24 sierpnia 2010 w Udine) – włoski piłkarz, grający na pozycji bramkarza.

## Kariera piłkarska

### Kariera klubowa
W 1950 rozpoczął karierę piłkarską w drużynie Udinese. Potem występował w klubach Monza i Roma. W sezonie 1959/60 bronił barw Juventusu. Następnie do 1968 grał w klubach Sampdoria, Brescia, ponownie Monza, Cinisello i Pro Sesto.

### Kariera reprezentacyjna
W 1955 występował we włoskiej reprezentacji B.

## Sukcesy i odznaczenia

### Sukcesy klubowe
Udinese
- mistrz Serie B: 1955/56